# Пшивори (гміна Частари)
Пшивори (пол. Przywory) — село в Польщі, у гміні Частари Верушовського повіту Лодзинського воєводства.
Населення — 183 особи (2011).
У 1975-1998 роках село належало до Каліського воєводства.

## Демографія
Демографічна структура станом на 31 березня 2011 року:
|          | Загалом | Допрацездатний вік | Працездатний вік | Постпрацездатний вік |
| -------- | ------- | ------------------ | ---------------- | -------------------- |
| Чоловіки | 91      | 16                 | 61               | 14                   |
| Жінки    | 92      | 19                 | 50               | 23                   |
| Разом    | 183     | 35                 | 111              | 37                   |